# Hexarthrius
Hexarthrius — рід жуків родини рогачів (Lucanidae). Представники роду мешкають у тропічних лісах Південно-Східної Азії. Самці більшості видів є улюбленим об'єктом колекціонерів-коелоптерологів.

## Класифікація
Рід включає такі види:
- Hexarthrius aduncus Jordan & Rothschild, 1894
- Hexarthrius andreasi Schenk, 2003
- Hexarthrius bowringii Parry, 1862
- Hexarthrius buquettii (Hope, 1843)
- Hexarthrius davisoni Waterhouse, 1888
- Hexarthrius forsteri (Hope, 1840)
- Hexarthrius howdeni De Lisle, 1972
- Hexarthrius kirchneri Schenk, 2003
- Hexarthrius mandibularis Deyrolle, 1881
- Hexarthrius melchioritis Séguy, 1954
- Hexarthrius mniszechi (Thomson, 1857)
- Hexarthrius nigritus Lacroix, 1990
- Hexarthrius parryi Hope, 1842
- Hexarthrius rhinoceros (Olivier, 1789)
- Hexarthrius vitalisi Didier, 1925